# Kerkebosje
Het Kerkebosje is een klein natuurgebiedje in het Vlaams-Brabantse dorp Humbeek. Het ligt vlak bij de kerk en de begraafplaats van Humbeek en in is in het bezit van Natuurpunt sinds 2006.